# Diada Nacional de Catalunya

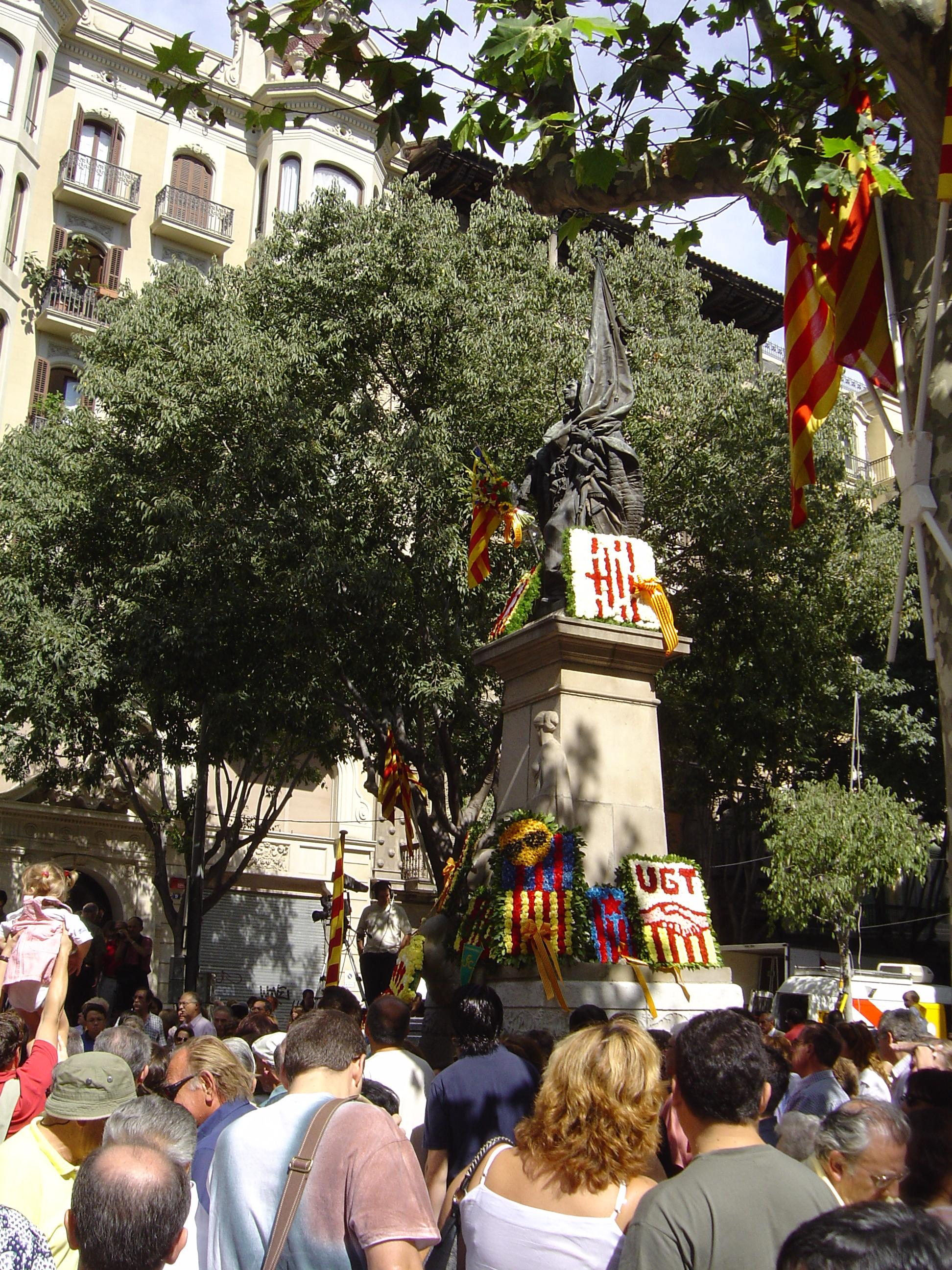
Versammlung am 11. September 2003 am Denkmal für Rafael Casanova an der Ronda de Sant Pere in Barcelona

Diada Nacional de Catalunya (katalanisch für „Nationalfeiertag Kataloniens“), auch L’Onze de Setembre („Der Elfte September“) oder einfach La Diada („Der Feiertag“), wird der Nationalfeiertag Kataloniens genannt. Er wird jedes Jahr am 11. September begangen, im Gedenken an die Kapitulation Barcelonas am 11. September 1714 nach der Belagerung der Stadt durch die französischen und spanischen Truppen von Philipp V., die den Spanischen Erbfolgekrieg abschloss. In der Folge schaffte Philipp V. mit der Errichtung eines zentralistischen Staates in Spanien nach französischem Vorbild die alte, auf die Krone von Aragonien zurückgehende Selbstverwaltung Kataloniens ab.

## Geschichte des Feiertags
In den Jahren nach dem Ende des Spanischen Erbfolgekrieges wurde der Niederlage des habsburgischen Lagers – dem sich weite Teile Kataloniens angeschlossen hatten – in den katalanischen Provinzen zunächst nur in kleinen Trauergottesdiensten am Tag der Kapitulation gedacht. Beginnend mit der Errichtung des Denkmals für Rafael Casanova – den amtierenden Vorsitzenden des Rates der Stadt während der Belagerung – im Jahr 1888 werden an diesem Tag von Parteien, Gewerkschaften und Verbänden traditionell Blumen zu Ehren der Verteidiger der Stadt an öffentlichen Orten mit einem Bezug zu Personen oder Ereignissen des 11. September 1714 niedergelegt. Neben Casanova (er starb im Jahre 1743, also 29 Jahre später) wird vor allem Josep Moragues gedacht, General bei den Truppen von Erzherzog Karl, der nach der Einnahme Barcelonas hingerichtet worden war.
Mit Ende des Spanischen Bürgerkriegs 1939 wurden alle Formen des öffentlichen Gedenkens im Zusammenhang mit La Diada durch das franquistische Regime verboten und erst 1976, nach dem Tode Francos, wieder erlaubt. Im darauf folgenden Jahr fand am 11. September in Barcelona eine der größten Kundgebungen der Nachkriegszeit in Europa mit über einer Million Teilnehmern auf der Avinguda Diagonal statt. Offiziell wurde der Feiertag von der Generalitat de Catalunya im Jahr 1980 mit dem ersten von ihr verabschiedeten Gesetz wieder eingeführt und war im Autonomiestatut aus dem Jahr 2006 in Artikel 8.3 festgeschrieben. Dieses Autonomiestatut wurde jedoch 2010 vom spanischen Verfassungsgericht in Teilen für verfassungswidrig erklärt und aufgehoben.

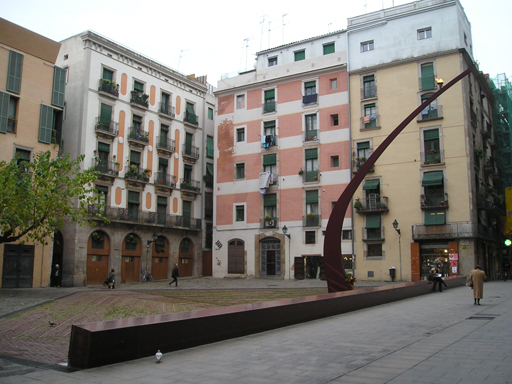
Der Fossar de les Moreres

Ein wichtiger (zentraler) Gedenkort an diesem Feiertag ist der Platz am Fossar de les Moreres, unmittelbar neben der Kirche Santa Maria del Mar, auf dem viele der 1714 gefallenen Soldaten der Stadt beerdigt wurden.
Die Veranstaltungen am Nationalfeiertag stehen zunehmend unter dem Einfluss sezessionistischer Bewegungen, gestützt seit 2015 auch durch die katalanische Regionalregierung. 2017 standen die Feierlichkeiten in Barcelona ganz im Zeichen des umstrittenen Unabhängigkeitsreferendums vom 1. Oktober.